# Trichostenidea rufopunctata
Trichostenidea rufopunctata är en skalbaggsart som beskrevs av Stefan von Breuning 1948. Trichostenidea rufopunctata ingår i släktet Trichostenidea och familjen långhorningar. Inga underarter finns listade i Catalogue of Life.